# 田崎仁義

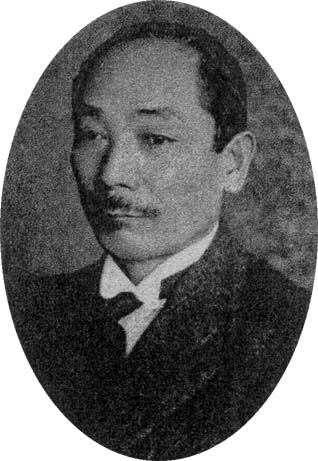
田崎仁義

田崎 仁義（たざき まさよし、旧名：義介、1880年〈明治13年〉7月25日 - 1976年〈昭和51年〉1月30日）は、日本の経済学者。経済学博士。国士舘大学教授。大阪商科大学名誉教授。専門は中国古代経済史。

## 略歴
新潟県北蒲原郡大室村（現 阿賀野市大室）の田崎恒四郎の次男として出生。
1888年（明治21年）9月、8歳の時に父が亡くなると、水原町の豪農・佐藤家に奉公しながら苦学し、1896年（明治29年）に新潟中学校の2年に編入。
1900年（明治33年）3月に新潟中学校を卒業、1902年（明治35年）7月に東京高等商業学校予科を卒業、1905年（明治38年）7月に東京高等商業学校本科を卒業、1907年（明治40年）7月に東京高等商業学校専攻部を卒業。
1907年（明治40年）12月に一年志願兵として東京麻布の陸軍歩兵第1連隊に入隊、陸軍三等主計（陸軍主計少尉）に任官、1908年（明治41年）12月に除隊。
1909年（明治42年）に日本女子商業学校および東京高等商業学校の講師に就任、1910年（明治43年）9月から中央大学講師を兼任、1913年（大正2年）12月に義介から仁義に改名。
1914年（大正3年）10月に長崎高等商業学校教授に就任、1916年（大正5年）11月から1919年（大正8年）2月までアメリカのハーバード大学、ニューヨーク、ワシントンD.C.、シカゴ大学、カリフォルニア大学バークレー校に留学。
1924年（大正13年）3月に東京商科大学から経済学博士号を取得、1929年（昭和4年）3月に大阪商科大学教授に就任、1930年（昭和5年）1月から11月までイギリスのロンドン・スクール・オブ・エコノミクスとフランスに留学。
1941年（昭和16年）3月に大阪商科大学を依願退職、大政翼賛会大阪府支部常務委員に就任、神宮皇學館大學講師に就任、太平洋戦争のため1945年（昭和20年）5月に故郷の笹岡村（旧 大室村）に疎開、戦後、著書が理由で公職追放。
1951年（昭和26年）8月に追放解除、1952年（昭和27年）4月に上京、明治大学教授に就任、鹿児島経済大学教授を経て、1961年（昭和36年）に国士舘大学政経学部経済学科教授に就任、90歳で退職。
1976年（昭和51年）1月30日午前6時40分に東京都杉並区高井戸東の自宅で老衰のため死去、95歳没。
1933年（昭和8年）9月に大阪商科大学に皇道研究会を設立して皇道経済学の樹立を目指すなど、皇道思想を鼓吹した。

## 栄典・表彰
- 1934年（昭和09年）8月01日 - 従四位[23]
- 1937年（昭和12年）5月08日 - 勲三等瑞宝章[24]
- 1940年（昭和15年）8月15日 - 紀元二千六百年祝典記念章[25]

## 友人
- 会津八一 - 歌人、書家、美術史家、早稲田大学名誉教授、新潟中学校の同級生[26][27]。

1950年（昭和25年）8月、公職追放により故郷の笹岡村（旧 大室村）で晴耕雨読の生活を送っていた田崎仁義は地元の笹岡中学校の校長から依頼され同校の校歌を作詞したが、自身が公職追放者のため会津八一に相談し、歌詞の添削のうえ、作詞者の名義を「會津八一」としてもらった。1951年（昭和26年）3月、笹岡中学校校歌制定（作曲：下総皖一）。追放解除後、1954年（昭和29年）に会津八一と田崎仁義が笹岡中学校の次代校長に書簡で事情を説明し、11月に同校の校歌の作詞者の名義は「田崎仁義」となった。
- 山内保次 - 陸軍軍人、陸軍少将、新潟中学校の同級生[29]。
- 野上俊夫 - 心理学者、京都帝国大学名誉教授、新潟中学校の同級生[30]。
- 坂口献吉 - 実業家、新潟日報社第2代社長、坂口安吾の長兄、新潟中学校の後輩[31]。

## 親族
- 百々三郎 - 岳父、養蚕家、元福山藩藩士[32]。
- 田崎健作 - 従弟、牧師、元日本基督教団社会部長、元弓町本郷教会牧師[33]。
- 田崎高義 - 長男、弁理士、海軍軍人、海軍技術（造兵）少佐、海上自衛官、海上自衛隊海将補。

## 著作物

### 著書
- 『家族制問題』穂積重遠[共著]、冬夏社〈現代社会問題研究 第21巻〉、1922年。
- 『支那古代經濟思想及制度』内外出版、1924年。
- 『王道天下之硏究 「支那古代政治思想及制度」』内外出版、1926年。
- 『支那改造論 附日支共榮と文化方策』同文館、1926年。
- 『經濟史講義』巌松堂書店、1927年。
- 『對外商業政策講義』黎明社、1928年。
- 『繪文字及原始文字』磯部甲陽堂〈日本民俗叢書〉、1928年。
- 『婦人問題の原理』大鐙閣〈経済生活研究 第2編〉、1928年。
- 『皇道及王道』巌松堂書店、1928年。
- 『皇道日本と王道滿洲』斯文書院、1933年。
- 『世界經濟史』改造社〈経済学全集 第28巻〉、1933年。
- 『一般經濟史 序論・原始經濟時代』甲文堂書店、1934年。
- 『皇道的と覇道的』新騰社、1935年。
- 『孔子』三省堂〈社会科学の建設者 人と学説叢書〉、1936年。
- 『皇道・王道・覇道・民道 其の社會經濟史觀、特に皇道の本質』甲文堂書店、1936年。
- 『大義名分思想 我國朱子學派、特に淺見絅齋の』甲文堂書店、1937年。
- 『皇道國體及び皇道原理』神祇院教務局指導課〈敬神思想普及資料 10〉、1942年。
- 『皇道原理と絶對臣道』甲文堂書店、1943年。
- 『孔子と王道の政治經濟』三省堂、1944年。

### 訳書
- 『原始的民族の秘密講』ハットン・ウェブスター（英語版）[著]、実業之世界社、1915年。

### 論文
- CiNii収録論文 - CiNii